# Schwarzenbergpark
Schwarzenbergpark är en park i Österrike.   Den ligger i förbundslandet Wien, i den östra delen av landet, 8 km nordväst om huvudstaden Wien. Schwarzenbergpark ligger 300 meter över havet.
Terrängen runt Schwarzenbergpark är kuperad åt nordväst, men åt sydost är den platt. Runt Schwarzenbergpark är det mycket tätbefolkat, med 3 134 invånare per kvadratkilometer.. Närmaste större samhälle är Wien, 8,2 km sydost om Schwarzenbergpark. 
Runt Schwarzenbergpark är det i huvudsak tätbebyggt.